# Literatura en tártaro

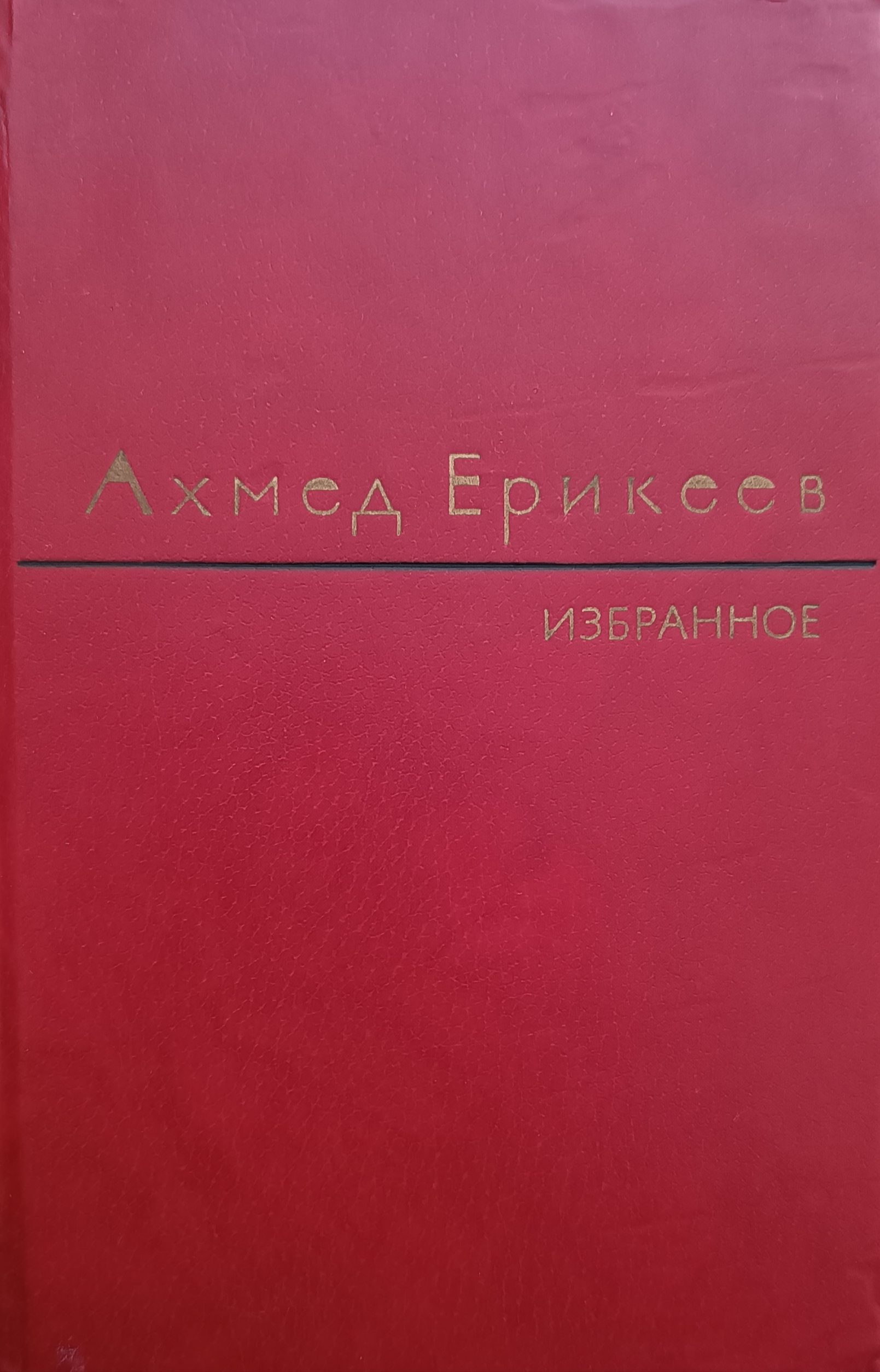
hmed Erikey. Favoritos. Poemas, miniaturas y poemas. Traducción del tártaro. Moscú, editorial "Khudozhestvennaya Literatura", 1982, 352 págs., 1 hoja. retrato, enfermo.

La literatura en tártaro es la literatura realizada en tártaro, una lengua túrquica hablada en Tartaristán, Bashkortostán y otras regiones de Rusia.

## Inicios hasta elsigloXIX
Las muestras más antiguas de literatura en tártaro son las baladas líricas Takmaklar y el poema romántico de Gali (1191). Del siglo XII es el poema épico tártaro Qiseqbash. En 1340 Qubt escribió la épica tártara Husrav ve Shirin y en ese mismo siglo compusieron también bastantes bayt (coplas amorosas). En 1354 Jorezmi escribió el Libro del amor. En 1370 Mahmud Bulgari escribió Camino del Paraíso. Se han encontrado algunos tolgaw (lamentos), uno por la caída de Kazán en 1552 y otro por los tártaros de Europa.
En el siglo XVI destacarían también Josam Katib y Mejmud Gali-ugly Mukhamed'yar, autor de La luz de los corazones (1542) y El regalo de los hombres (1539). También se escribió la anónima Crónica de Kazán (1564-1566). En el siglo XVIII destacarían los poetas Mevle Joly e Ibatulla Ishan.

## SigloXIX
En el siglo XIX destacaron Shamsuddin Sufi y Ch. Zaki, además del dramaturgo Zakir Gadi, Gali Chukriji (1826-1889), Rizaeddin Fareddin (1859-1936), Musa Yarullah Bigi (1875-?), Z. Bigeyev (1870-1902), Akmulla (1831-1895), el poeta I. Emelianov (1848-1895), los dramaturgos G. Iliasi (1856-1895), Zakir Gadi y F. Jalidi (1850-1923) y el historiador Mercani Cihaberddin (1815-1889), autor de Mustifad al-abhar fino ahvali Kazan viene Bulghar (Informe sobre los eventos de Kazán y Bolgar, 1864). Musa Akegitov compuso la primera novela, Khisamuddin Moja y G. Ilyasov la primera pieza teatral, Bichara kyz (La doncella desafortunada).
Más tarde destacarían Galiaskar Kamal (1878-1933), fundador en 1901 del diario Taarakkïy (Progreso) y de la editorial Maagarif (Ilustración). El 1906 fundaría también los diarios Azad (Libertad) y Azad Khalik (Pueblo Libre), entre 1908-1909 la publicación satírica Yashen (Ilustración) y entre 1907-1917 la revista literaria Yulduz (Estrella). En 1905 editaría la primera novela moderna en tártaro, Los misterios de nuestra ciudad. También colaboró en los diarios Eesh (Trabajo) y Kïzïl Baayrak (Bandera roja) y tradujo a Nikolái Gógol y Máximo Gorki al tártaro.

## SigloXX
Entre los autores del siglo XX hay que destacar Fatix Ämirxan (muerto en 1926) con Fatkulla Khazrat (1909) y Yashlere (Juventud, 1910); Ğabdulla Tuqay (1885-1913), fundador de la revista Yalt Iolt (Luz de verano) y con los poemas Shurale (1907), Khüriyat khakynda (En libertad, 1905) y Milletchelar (Nacionalistas, 1908); Shakir Mujamedov (1865-1923), creador de la revista satírica Karchijga (Halcón, 1906-1907); Mazhit Gafuri (1880-1934) participó en los hechos de 1905 en Kazán y escribió Kyzyl Yulduz (Estrella Roja, 1925); Gafur Sulajmetov (1881-1918), escritor y revolucionario, autor de Yash zhin (Joven vida, 1909), primera obra revolucionaria tártara; Sharif Kamal (1884-1942) creador de la revista Nur (Rayo, 1909); Sagit Rameyev (1880-1826), poeta y traductor de Lev Tolstoi; Zagir Bigeyev (1870-1902) y Galimdzhan Ibragimov (1887-1938).

### Literatura soviética
Tras el periodo revolucionario destacarían los autores Näqi İsänbät (1899-1992), poeta y traductor de Pushkin y William Shakespeare; Riza Ishmurat (1903-?), tártaro de Bashkíria, director del teatro tártaro; Fatij Karimov (1908-1945) poeta y partisano, con la compilación Asaarlaar (1957); Liabiba Ijsanova (1923); Karim Tinchurin (1887-1947); Abdulrajman Absaliamov (1911) autor de Gazimur (1953), Ak chachaaklaar (Las flores blancas, 1965) y Dustim mokhabbate (El hombre eterno, 1960); Abdullah Alish (1908-1944); Nazib Dumavi; Mirsaiyaf Amirov (1906-?); Adel Kutui (1903-1945); Jadi Taktash (1900-1931); Nur Baian (1905-1945); Gumer Bashirov (1901-?); Salij Battal (1905-?) traductor de Pushkin y Mayakovsky; Tazi Gizzet (1895-1955); Jasan Tufan (1900-??); el prosista Kavi Nadzhmi (1901-1957); Atilla Rasij (1916); Ibrahim Gazi (1907-1971); Mirjaidar Faizi (1891-1928); Musa Cälil (1906-1944) el más conocido de los poetas tártaros modernos, con Il'dar (1941), Oktyabr balosy (Hijos de octubre), Kechkene ipteshler (Jóvenes camaradas), Baraby (Marchamos, 1925) y Altyn chech (La chica rubia, 1941); Ajmed Faizi (1903-1958) y Jusni (1908-??).
Más tarde aparecerían nuevos autores como N. Nandymi (1901-1957), Garif Gubai (1907), Raphail Tuj Vatullin (1924), Rinat Jarisov (1941), Ayaz Giliazov (1928) y Tufan Minullin (1935); Mujamit Sadri (1913); Taufiq Aidi Aideldinov (1941) autor de los libros Kaida Da Kaderle (Apreciado de donde seas, 1984), Bezge ni Buldi?(Que nos pasa, 1991) y Yelan Uge (La lengua forcada de la serpiente, 1991).
- Datos: Q11689298
- Multimedia: Tatar-language literature / Q11689298